# 엑스엑스(XX)
《엑스엑스(XX)》는 플레이리스트와 MBC에서 공동 제작한 웹드라마이자 심야드라마이다.

## 개요
스픽이지 바에서 일하는 업계 최고 바텐더가 뜻하지 않게 주변 커플의 문제를 해결해가면서 자신의 과거 사랑에 대한 상처를 극복하는 이야기

## 등장 인물

### 주요 인물
- 안희연 : 윤나나 역
- 황승언 : 이루미 역
- 배인혁 : 대니 (박단희) 역
- 이종원 : 왕정든 (제이슨) 역

### 그 외 인물
- 신재휘 : 서태현 역
- 김준경 : 정규민 역
- 나은샘 : 임장미 역
- 최재연 : 현주 역
- 노재원 : 민기 역
- 김지은 : 정은 역
- 이다인 : 민희 역
- 강보미 : 연지 역
- 홍태선 : 윤 사장 역
- 정이삭 : 김 사장 역
- 최정우 : 정든의 전 애인 역
- 조다현 : 갈치 역
- 지상 : 대니의 선배 역
- 최민규 : 대니의 친구 역

### 특별 출연
- 이사배 : 공방 손님 역
- 노상현 : 뮤직비디오 감독 역
- 조석현 : 루미의 아빠 역 (목소리 출연)
- 김도연 : 루미의 엄마 역 (목소리 출연)

### 단역
- 함현지 : 바 여자 1 역
- 김경민 : 바 여자 2 역
- 르네 : 외국인 손님 겨
- 장원용 : 정든의 전 썸남 역
- 유주희 : 포차 손님 역
- 김학봉 : 포차 손님 역
- 조감천 : 호텔 직원 역
- 이지혁 : 수석 조향사 역
- 허남준 : 선배 바텐더 역
- 박한솔 : 인테리어 직원 역
- 신달호 : 경비 역
- 안도영 : 보조 바텐더 역
- 윤선아 : 대니 번호녀 역
- 방보용 : 사장 (목소리) 역
- 박준목 : 직원 (목소리) 역

## 수상 및 후보
| 연도 | 시상식                    | 부문               | 수상작(자)   | 결과 | 출처 |
| ---- | ------------------------- | ------------------ | ------------ | ---- | ---- |
| 2020 | 제15회 서울 드라마 어워즈 | 숏폼 최우수 작품상 | 엑스엑스(XX) | 후보 |      |
| 2020 | 제15회 서울 드라마 어워즈 | 심사위원 특별상    | 엑스엑스(XX) | 수상 |      |
| 2020 | 제15회 서울 드라마 어워즈 | 남자 연기자상      | 배인혁       | 후보 |      |